# 塔爾洪
塔爾洪（羅馬化：Tarkhuna，發音：[tʼaɾχuna]），又稱龍蒿汽水，是格鲁吉亚的一種碳酸飲料，由龍蒿或香豬殃殃製成，顏色為綠色。塔爾洪發明於1887年，是由格鲁吉亚的一位藥劑師研發的。1981年，塔爾洪開始批量生產並普及至蘇聯全國。